# Artjom Walerjewitsch Sub
Artjom Walerjewitsch Sub (russisch Артём Валерьевич Зуб; englische Transkription: Artyom Valeriyevich Zub; * 3. Oktober 1995 in Chabarowsk) ist ein russischer Eishockeyspieler, der seit Mai 2020 bei den Ottawa Senators in der National Hockey League unter Vertrag steht. Zuvor verbrachte der Verteidiger knapp vier Jahre beim SKA Sankt Petersburg in der Kontinentalen Hockey-Liga und gewann mit diesem 2017 den Gagarin-Pokal. Bei den Olympischen Winterspielen 2018 gewann Sub unter neutraler Flagge die Goldmedaille.

## Karriere
Artjom Sub begann seine Karriere in seiner Geburtsstadt bei Amur Chabarowsk, für dessen Juniorenteam Amurskie Tigry Khabarovsk er von 2011 bis 2015 in der Molodjoschnaja Chokkeinaja Liga (MHL) spielte. In der Saison 2014/15 kam der Abwehrspieler zu seinen ersten Einsätzen in der Profimannschaft in der Kontinentalen Hockey-Liga. Außerdem wurde er in das MHL-All-Star-Team gewählt.  Im Dezember 2016 wechselte er zum SKA Sankt Petersburg. 2017 gewann Sub mit dem Team aus der nördlichsten Millionenstadt der Welt den Gagarin-Pokal.
Nach über 250 KHL-Partien unterzeichnete Sub im Mai 2020 einen Einjahresvertrag bei den Ottawa Senators aus der National Hockey League (NHL). Dieser wurde im Mai 2021 um zwei weitere Spielzeiten verlängert, bevor er im Dezember 2022 einen weiteren Vierjahresvertrag erhielt. Dieser soll ihm mit Beginn der Saison 2023/24 ein durchschnittliches Jahresgehalt von 4,6 Millionen US-Dollar in der kanadischen Hauptstadt einbringen.

### International
Artjom Sub vertrat sein Heimatland im Juniorenbereich bei der U18-Weltmeisterschaft 2013. Bei der Weltmeisterschaft 2017 gehörte er erstmals zum Kader der russischen Nationalmannschaft und errang mit ihr die Bronzemedaille. Anschließend wurde der Verteidiger bei den Winterspielen 2018 mit der unter neutraler Flagge startenden Sbornaja Olympiasieger.

## Erfolge und Auszeichnungen
- 2015 Teilnahme am MHL All-Star Game
- 2015 KHL-Rookie des Monats Oktober
- 2017 Gagarin-Pokal-Gewinn und Russischer Meister mit dem SKA Sankt Petersburg

### International
- 2017 Bronzemedaille bei der Weltmeisterschaft
- 2018 Goldmedaille bei den Olympischen Winterspielen
- 2019 Bronzemedaille bei der Weltmeisterschaft

## Karrierestatistik
Stand: Ende der Saison 2024/25

### International
| Vertrat Russland bei: - U18-Junioren-Weltmeisterschaft 2013 - Weltmeisterschaft 2017 - Weltmeisterschaft 2019 - Weltmeisterschaft 2021 | Vertrat die Olympischen Athleten aus Russland bei: - Olympischen Winterspielen 2018 |

(Legende zur Spielerstatistik: Sp oder GP = absolvierte Spiele; T oder G = erzielte Tore; V oder A = erzielte Assists; Pkt oder Pts = erzielte Scorerpunkte; SM oder PIM = erhaltene Strafminuten; +/− = Plus/Minus-Bilanz; PP = erzielte Überzahltore; SH = erzielte Unterzahltore; GW = erzielte Siegtore; 1 Play-downs/Relegation; Kursiv: Statistik nicht vollständig)